# Hasenklingenbach (Hetzlesbach)
Der Hasenklingenbach ist ein knapp 3 km langer Bach im Gemeindegebiet von Mulfingen im Hohenlohekreis im nordöstlichen Baden-Württemberg, der nach insgesamt etwa ostsüdöstlichem Lauf nahe dem Weiler Heimhausen der Gemeinde von links in den unteren Hetzlesbach mündet. Am Unterlauf durchfließt er die Hasenklinge.

## Geographie

### Verlauf
Der Hasenklingenbach entsteht auf etwa 417 m ü. NHN etwa 0,8 km nordnordwestlich des Unteren Railhofes von Mulfingen neben der L 1022 Hermuthausen–Jagstberg am Südrand des Ottenhags zur offenen Flur. Am Rand des Waldgebietes mit dem Ottenhag als bei weitem größten Teil fließt er in etwa ostnordöstlicher Richtung, durchläuft den Dauersee eines ersten Rückhaltebeckens, die Seewiese zwischen dem großen Waldgebiet links und der Waldinsel Seebirken rechts, dann nach einem Zulauf aus dem Ottenhag einen weiteren Rückhaltebecken-Dauersee und lässt dann auf künftigem Ostkurs im Gewann Tränke den Waldrand hinter sich. Es passiert einen weiteren Rückhaltebecken-Dauersee am rechten Ufer und zieht dann durch das gewöhnlich trocken liegendes Becken eines weiteren Rückhaltebeckens, in dem ihm ein Flurgraben aus dem Norden zumündet, der teilweise aus dem Ottenhag gespeist wird.
Etwas nach der Hälfte seines Laufes durchquert er ein weiteres trockenes Rückhaltebecken, nach dem er in die mehr und mehr eingetiefte Hasenklinge eintritt, in der bald Wald wenigstens einen Teil der Hänge bedeckt und die sich mehr und mehr nach Süden wendet. Vorher ein meist eher geradlinig verlaufender Graben, ist der sich nun schlängelnde, recht naturnahe, aber oft trockenliegende Bach mit Geröll und Steinen im Bett von Gehölz am Ufer begleitet. Am linken Hang begleiten von nun an bis zur Mündung teils haufenförmige, anderswo linienförmige, meist bergab uńd seltener höhenlinienparallel verlaufende Steinriegel den Bachlauf.
Nach einer kurzen Hangklinge, die vom linken, inzwischen völlig bewaldeten Hang herabläuft und oft trocken ist, tritt der Hasenklingenbach in einen breiten geschlossenen Auenwald auf dem Talgrund ein. Der weiterhin unbeständig wasserführende Bach ist nun bis zu 4 m breit, sein Bett hat eine steinige bis blockreiche Sohle und stürzt an einer Stelle am Ende einer überflossenen Felsplatte eine etwa meterhohe Stufe herab. Bei geringem Durchfluss steht zuweilen Wasser fast still in kleinen Gumpen.
Zuletzt südwärts in fast völlig bewaldeter Klinge ziehend, läuft der Hasenklingenbach schließlich auf 313 m ü. NHN von links mit dem aus dem Westen kommenden Oberlauf des Hetzlesbachs zusammen, den er in Länge, Einzugsgebiet und Quellhöhe merklich übertrifft. Dieser erreicht selbst etwa 0,9 km weiter talabwärts von links im Weiler Heimhausen von Mulfingen von links das Ufer der mittleren Jagst.
Der Hasenklingenbach mündet nach 2,8 km langem Lauf mit mittlerem Sohlgefälle von etwa 38 ‰ rund 104 Höhenmeter unterhalb seines Ursprungs an der L 1022 in den Hetzlesbach.

### Einzugsgebiet
Der Hasenklingenbach hat ein etwa 2,2 km² großes Einzugsgebiet, das zum Unterraum Östliche Kocher-Jagst-Riedel der Östlichen Kocher-Jagst-Riedel im Naturraum der Kocher-Jagst-Ebenen gehört. Seine Mündung liegt im Osten an der Grenze zum Unterraum Mittleres Jagsttal des Jagsttals im selben Naturraum.
Sein höchster Punkt ganz im Westen im Ottenhag erreicht etwa 427 m ü. NHN. Am Westrand des Gebietes im Ottenhag linksseits der oberen Hauptstrangs steht Wald, darin erreicht der höchste Punkt ganz im Westen etwa 427 m ü. NHN. Eine kleine Waldinsel steht auch rechtsseits des Oberlaufs. Ostwärts davon erstrecken sich auf den nach Fläche dominanten Hochflächen und flachen Einhängen Felder, während im Unterlauftal Hasenklinge an den steilen Hängen und auch auf dem Talgrund wieder meist Wald steht. Der einzige besiedelte Ort ist die Aussiedlerhofgruppe Hasenklinge, sie gehört wie das gesamte Gebiet zur Gemeinde Mulfingen. Die Bevölkerungsdichte ist mithin sehr gering.
Reihum grenzen die Einzugsgebiet der folgenden Nachbargewässer an:
- Im Süden konkurriert, mündungsnah dann hinter dem Mündungssporn Schäfersberg, der Oberlauf des Hetzlesbachs mit geringerer Länge und kleinerem Teileinzugsgebiet;
- im Südwesten liegt das Quellgebiet des linken Oberlaufastes des Speltbachs, der oberhalb des Hetzlesbachs ebenfalls zur Jagst läuft;
- im Nordwesten grenzt das obere Einzugsgebiet des Forellenbachs an, der erst viel weiter abwärts in Hohebach in die Jagst einmündet;
- im Norden entwässert das angrenzende Gebiet über die Rote Klinge zur Jagst in Mulfingen.

### Zuflüsse und Seen
Liste der Zuflüsse und  Seen und  Hochwasserrückhaltebecken von der Quelle zur Mündung. Gewässerlänge, Seefläche, Einzugsgebiet und Höhe nach den entsprechenden Layern auf der Onlinekarte der LUBW. Andere Quellen für die Angaben sind vermerkt.
Ursprung des Hasenklingenbachs auf etwa 417 m ü. NHN am Südostrand des Ottenhags zur offenen Flur neben der L 1022. Der Bach läuft anfangs am Waldrand ostnordöstlich.
- Durchläuft auf etwa 410 m ü. NHN ein dauerangestautes Hochwasserrückhaltebecken am Waldrand in den Seewiesen, 0,5 ha.
- (Waldbach), von links und Westen am Einfluss in das folgende, ca. 0,4 km[LUBW 7] und unter 0,2 km². Entsteht auf etwa 416 m ü. NHN neben der L 1022 im Ottenschlag.
- Durchläuft auf etwa 400 m ü. NHN ein dauerangestautes Hochwasserrückhaltebecken am Waldrand in den Seewiesen, unter 0,3 ha.
- Durchläuft auf etwa 397 m ü. NHN ein dauerangestautes Hochwasserrückhaltebecken im Gewann Tränke, 0,3 ha.
- (Feldweggraben), von links und Westnordwesten auf etwa 392 m ü. NHN im Staubereich des folgenden, 0,7 km und ca. 0,4 km². Beginnt auf etwa 423 m ü. NHN beim Gewann Höhe nahe der L 1022.
  - (Seeabfluss), von rechts und Westen auf etwa 397 m ü. NHN im Feldgewann Karolshausen, ca. 0,3 km[LUBW 7] und über 0,2 km². Unbeständig.
    -  Entfließt einem Hochwasserrückhaltebecken auf etwa 408 m ü. NHN am Flurrand des Waldgewanns Karolshausen, 0,5 ha.
- Durchläuft auf um 392 m ü. NHN ein nicht dauerangestautes Hochwasserrückhaltebecken im Gewann Tränke. Hinter dem 6 m hohen Erddamm eines Weges können bis zu 8.100 m³ angestaut werden, die dann ungesteuert wieder abfließen. Das 1969 geschaffene Bauwerk wird vom Wasserverband Ette-Kessach betrieben.[LUBW 8]
- Durchläuft auf etwa 382 m ü. NHN ein nicht dauerangestautes Hochwasserrückhaltebecken vor dem Eintritt in die Hasenklinge. Hinter dem 8,2 m hohen Erddamm eines Weges können bis zu 7.200 m³ angestaut werden, die dann ungesteuert wieder abfließen. Das 1969 geschaffene Bauwerk wird vom Wasserverband Ette-Kessach betrieben.[LUBW 8]
- (Hangbach), von links und Nordnordosten auf etwa 350 m ü. NHN, über 0,1 km[LUBW 7] und ca. 0,2 km². Entsteht auf etwa 390 m ü. NHN am oberen Rand des Hangwaldes südöstlich der Mulfinger Aussiedlerhofgruppe Hasenklinge.
- ↑ Quelle kurz vor der Mündung. Über Markierungsversuche nachgewiesene Verbindung zu einer Bachschwinde bei der Waldinsel Heimbusch unweit des Oberlaufs des Hetzlesbachs.[2]

Mündung des Hasenklingenbachs von links und zuletzt Nordwesten auf 313 m ü. NHN im Talwald vor der Spitze des trennenden Sporns Schäfersberg in den unteren Hetzlesbach,  2,8 km und ca. 2,2 km².

## Geologie
Im Westen des Einzugsgebietes liegt großflächig Lettenkeuper (Erfurt-Formation), der beidseits der Talmulde rechtsseits weit nach Osten auf den Sporn des Schäfersbergs erstreckt und an der nördlichen Wasserscheide noch weiter ostwärts in Richtung des Jagsttales. Der Hasenklingenbach entspringt in dieser Schicht, läuft aber recht bald schon im Oberen Muschelkalk, in dessen Schichthöhe der Bach auf dem längsten Abschnitt des Laufes verbleibt. Ganz zuletzt in der unteren Hasenklinge hat sich der Bach auf dem Klingengrund dann noch bis in den Mittleren Muschelkalk eingeteuft.
Auf dem Lettenkeuper liegen im Westen Lösssediment-Inseln aus quartärer Ablagerung. Der Bach läuft bald und bis zum Beginn seiner Klingeneinkerbung in einem Schwemmlandband. In der Haselklinge liegt Hangschutt auf dem Muschelkalk.
Die mittlere Haselklinge wird vermutlich von einer rheinisch (von Südsüdwesten nach Nordnordosten) streichenden Störung gequert, die etwa auf der Talachse des dort bei den Zuflüssen erwähnte Hangbachs läuft und deren Hochscholle zum unteren Tal hin liegt.

## Schutzgebiete
Ein großer Teil des Einzugsgebietes liegt im Landschaftsschutzgebiet Jagsttal mit Nebentälern und angrenzenden Gebieten zwischen Kreisgrenze Schwäbisch Hall und Gemeindegrenze Krautheim/Schöntal, das sich vom Jagsttal über die Unterlaufklinge des Hetzlensbachs und die Haselklinge weit nach Westen erstreckt, nämlich bis zur L 1022 im Ottenhag, nahe der die meisten Quelläste entstehen.

### LUBW
Amtliche Online-Gewässerkarte mit passendem Ausschnitt und den hier benutzten Layern: Lauf und Einzugsgebiet des Hasenklingenbachs

Allgemeiner Einstieg ohne Voreinstellungen und Layer: Daten- und Kartendienst der Landesanstalt für Umwelt Baden-Württemberg (LUBW) (Hinweise)
1. 1 2 3 4  Höhe nach dem Höhenlinienbild auf dem Hintergrundlayer Topographische Karte.
2. 1 2  Höhe nach grauer Beschriftung auf dem Hintergrundlayer Topographische Karte.
3. 1 2  Länge nach dem Layer Gewässernetz (AWGN).
4. 1 2  Einzugsgebiet abgemessen auf dem Hintergrundlayer Topographische Karte.
5. ↑  Natur teilweise nach dem Layer Geschützte Biotope.
6. ↑  Seefläche nach dem Layer Stehende Gewässer.
7. 1 2 3  Länge abgemessen auf dem Hintergrundlayer Topographische Karte.
8. 1 2  Daten des Hochwasserrückhaltebeckens nach dem Layer Stauanlage.
9. ↑  Schutzgebiet nach dem einschlägigen Layer, Natur teilweise nach dem Layer Geschützte Biotope.

### Andere Belege
1. ↑  Wolf-Dieter Sick: Geographische Landesaufnahme: Die naturräumlichen Einheiten auf Blatt 162 Rothenburg o. d. Tauber. Bundesanstalt für Landeskunde, Bad Godesberg 1962. → Online-Karte (PDF; 4,7 MB)
2. ↑  Horst Brunner: Blatt 6624 Mulfingen der Geologischen Karte von Baden-Württemberg, Erläuterungen. Freiburg im Breisgau 1999, Beilage 4.
3. ↑  Geologie nach den Layern zu Geologische Karte 1:50.000 auf: Mapserver des Landesamtes für Geologie, Rohstoffe und Bergbau (LGRB) (Hinweise)